# Su majestad de los mares del Sur
Su majestad de los mares del Sur (título original en inglés: His Majesty O'Keefe) es una película estadounidense de aventuras estrenada en 1954 y dirigida por Byron Haskin. Está basada en la vida del aventurero David O'Keefe según la novela de Lawrence Klingman y Gerald Green.

## Argumento
Burt Lancaster interpreta al capitán O'Keefe, un aventurero y capitán de barco estadounidense que busca su fortuna en los mares de China y las islas del Pacífico. La película comienza con el capitán sufriendo un motín y salvando la cabeza de milagro. Abandonado en el mar en un bote, consigue llegar a la isla de Yap, donde descubre las posibilidades de gran producción de copra de la isla que está sin explotar. A partir de entonces se empeñará en convencer a los nativos para que trabajen en su producción, pero sin éxito. Poco después O'Keefe llega a China arruinado y sin barco, a punto de caer en la mendicidad consigue que un comerciante chino le confíe un barco, y con él y con la amistad de un antiguo agente comercial logrará monopolizar el comercio de copra en Yap, y aprovechando el culto a las piedras de los nativos, el fae, conseguirá tal ascendencia entre ellos que estos le reconocerán como rey.

## Reparto
- Burt Lancaster como el capitán David O'Keefe y narrador
- Joan Rice como Dalabo "Dali" Harris
- André Morell como Alfred Tetens
- Abraham Sofaer como Fatumak, chamán
- Charles Horvath como Bully Hayes
- Lloyd Berrell como Inifel
- Grant Taylor como Lt. Brenner
- Guy Doleman como Herr Weber
- Tessa Prendergast como Kakofel
- Harvey Adams como Herr Friedlander
- Muriel Steinbeck
- Philip Ahn como Sien Tang, dentista y socio de O'Keefe
- Benson Fong como Mr. Chou
- Archie Savage como Boogulroo
- Max Osbiston
- Alexander Archdale